# Sotaro Izumi
Sotaro Izumi (泉 宗太郎 Izumi Sotaro?), född 5 augusti 1992 i Kanagawa prefektur, är en japansk fotbollsspelare.
Izumi började sin karriär 2015 i YSCC Yokohama. 2016 flyttade han till Suzuka Unlimited FC.